# Japanse kampioenschappen schaatsen afstanden 2020 - Massastart vrouwen
De massastart vrouwen op de Japanse kampioenschappen schaatsen afstanden 2020 werd gereden op zaterdag 26 oktober 2019 in het ijsstadion Hachinohe Skating Arena in Hachinohe.

## Uitslag
| #      | Schaatser         | Ronden | Punten | Punten | Punten | Punten | Punten | Tijd     |
| #      | Schaatser         | Ronden | Sp 1   | Sp 2   | Sp 3   | Sp 4   | Totaal | Tijd     |
| ------ | ----------------- | ------ | ------ | ------ | ------ | ------ | ------ | -------- |
| Goud   | Karuna Koyama     | 16     |        |        |        |        | 60     | 11.06,93 |
| Zilver | Marie Sawajiri    | 16     |        |        |        |        | 41     | 11.06,97 |
| Brons  | Tsukushi Takigami | 16     |        |        |        |        | 20     | 11.07,33 |
| 4      | Azusa Osano       | 16     |        |        |        |        | 10     | 11.07,57 |
| 5      | Mitsuki Akiyama   | 16     |        |        |        |        | 6      | 11.07,62 |
| 6      | Mana Miyazawa     | 16     |        |        |        |        | 5      | 11.09,44 |
| 7      | Rio Miyazawa      | 16     |        |        |        |        | 5      | 11.09,69 |
| 8      | Chihiro Furukawa  | 16     |        |        |        |        | 3      | 11.08,47 |
| 9      | Ayaka Yasuda      | 16     |        |        |        |        | 3      | 11.09,75 |
| 10     | Mayuka Gomi       | 16     |        |        |        |        | 2      | 11.10,29 |
| 11     | Rino Shinohara    | 16     |        |        |        |        | 2      | 11.16,16 |